# Remember the Night
Remember the Night – amerykańska komedia romantyczna z 1940 roku w reżyserii Mitchella Leisena. W rolach głównych wystąpili Barbara Stanwyck i Fred MacMurray.

## Fabuła
Lee Leander (Barbara Stanwyck) została aresztowana w czasie świąt Bożego Narodzenia za próbę kradzieży bransoletki z wystawy sklepowej sklepu jubilerskiego w Nowym Jorku. Na oskarżyciela publicznego w tej sprawie został wyznaczony zastępca prokuratora okręgowego John Sargent (Fred MacMurray). Proces rozpoczął się tuż przed rozpoczęciem świąt Bożego Narodzenia, ale John Sargent w intencji niezakłócania świątecznej atmosfery skutecznie wniósł o odroczenie rozprawy, jednocześnie wpłacając kaucję za dziewczynę, która dzięki temu otrzymała możliwość spędzenia świąt na wolności. Po zasięgnięciu informacji, że Lee Leander – podobnie jak on sam – pochodzi ze stanu Indiana, John Sargent proponuje dziewczynie, aby pojechała razem z nim i spędziła święta z jego matką (Beulah Bondi), kuzynem Willie (Sterling Holloway) i ciotką Emmą (Elizabeth Patterson). W czasie podróży gubią drogę w Pensylwanii, a po kolizji są zmuszeni do spędzenia nocy pod gołym niebem.

## Obsada
- Barbara Stanwyck − Lee Leander
- Fred MacMurray − zastępca prokuratora okręgowego John Sargent
- Beulah Bondi − pani Sargent (matka Johna Sargenta)
- Elizabeth Patterson − ciotka Emma
- Willard Robertson – Francis X. O’Leary
- Sterling Holloway – „Chilly” Willie Simms
- Charles Waldron – sędzia
- Paul Guilfoyle – prokurator okręgowy (przełożony Johna Sargenta)
- Charles Arnt – Tom
- John Wray – Hank
- Thomas W. Ross – pan Emory
- Fred Toones – Rufus (służący Johna)
- Tom Kennedy – Gruby Mike (poręczyciel kaucji)
- Georgia Caine – matka Lee Leander
- Virginia Brissac – pani Emory